# Hickory Creek (Texas)
Hickory Creek kisváros az USA Texas államában, Denton megyében. Lakosainak száma 4718 fő (2020. április 1.).

## Népesség
A település népességének változása:

| 2010 | 3 247 |
| 2020 | 4 718 |